# Unió de Demòcrates "Per Lituània"
La Unió de Demòcrates "Per Lituània" (en lituà: Demokratų sąjunga „Vardan Lietuvos“; DSVL) és un partit polític de centreesquerra i ecologista de Lituània. Impulsat al 2022 per l'ex-Primer Ministre Saulius Skvernelis.

## Història
Saulius Skvernelis va ser nomenat Primer Ministre de Lituània el 22 de novembre de 2016, amb el suport de la Unió Lituana d'Agricultors i Verds i del Partit Socialdemòcrata, formant un cabinet de coalició. Tot i que va ser elegit per al Seimas a les eleccions de 2016 a la llista del LVŽS, Saulius era un candidat independent, i fruit dels conflictes amb el president del partit, Ramūnas Karbauskis, va fer especular que tenia la intenció de formar el seu propi partit polític. El 2019, el Centre de Registres va incloure al Partit Polític "Per la Pàtria" (Politinė partija „Tėvynės labui" ), que era el lema electoral de Skvernelis durant les eleccions presidencials de 2019, alimentant encara més l'especulació.
Al 2020 el LVŽS va perdre les eleccions perdent prop de la meitat dels seus diputats, provocant noves tensions internes pel paper que havia de tenir el partit com a líders d'oposició, alimentant encara més els rumors d'una escissió. Finalment, el 7 de setembre de 2021, Skvernelis i deu membres més van abandonar el grup parlamentari per formar el grup  Demòcrates – Per Lituània (Demokratai – vardan Lietuvos). Van assenyalar la seva oposició a la postura agressiva de l'oposició del partit i van manifestar el seu interès a treballar com una oposició constructiva. Els parlamentaris independents, anteriorment socialdemòcrates, Algirdas Butkevičius i Domas Griškevičius també es van unir al grup, augmentant la representació a 13 diputats.
El grup va anunciar la seva intenció de reorganitzar-se en un partit polític, fet que va provocar que nombroses seccions del LVŽS, així com els alcaldes de Lazdijai, Šilutė i Neringa abandonessin el partit i declaressin la seva intenció d'unir-s'hi. També s'hi van unir l'antic ministre de Medi Ambient Kęstutis Mažeika i el comissari europeu Virginijus Sinkevičius. Així, el partit es va fundar el 29 de gener de 2022, en una conferència fundacional a Palanga.
A les eleccions europees de 2024, el partit va aconseguir prop del 6% i un eurodiputat, el qual s'integraria al grup dels Verds/ALE. Posteriorment, a les eleccions legislatives el partit aconseguiria el 9.40% i 14 diputats, participant del nou govern de coalició amb l'Alba de Nemunas i els Socialdemòcrates, encapçalat pel socialdemòcrata Gintautas Paluckas.

## Resultats electorals

### Seimas
| Any  | Líder              | Vots    | %         | Escons   | +/– | Govern   |
| ---- | ------------------ | ------- | --------- | -------- | --- | -------- |
| 2024 | Saulius Skvernelis | 114,792 | 9.40 (#4) | 14 / 141 | Nou | Coalició |

### Eleccions municipals
| Any  | Vots   | %         | Regidors    | Alcaldes | +/– |
| ---- | ------ | --------- | ----------- | -------- | --- |
| 2023 | 78,052 | 6.68 (#5) | 124 / 1.498 | 5 / 60   |     |

### Parlament Europeu
| Any  | Líder                  | Vots   | %         | Escons | +/– | Grup      |
| ---- | ---------------------- | ------ | --------- | ------ | --- | --------- |
| 2024 | Virginijus Sinkevičius | 40,351 | 5.95 (#5) | 1 / 11 | Nou | Verds/ALE |